# جیسون کوماس
جیسون کوماس (انگلیسی: Jason Koumas؛ زادهٔ ۲۵ سپتامبر ۱۹۷۹) بازیکن فوتبال اهل بریتانیا است.
از باشگاه‌هایی که در آن بازی کرده‌است می‌توان به باشگاه فوتبال ویگان اتلتیک، باشگاه فوتبال ترانمره راورز، باشگاه فوتبال کاردیف سیتی، و باشگاه فوتبال وست برومویچ آلبیون اشاره کرد.
وی همچنین در تیم ملی فوتبال ولز بازی کرده‌است.